# 霍泰希夫
51°43′9″N 24°47′21″E / 51.71917°N 24.78917°E
霍泰希夫（烏克蘭語：Хотешів），是烏克蘭西部沃倫州的村落，由卡明-卡希爾斯基區的卡明-卡希爾斯基市鎮所轄，始建於1537年，面積54.38平方公里，海拔高度153米，2001年人口1,800，人口密度每平方公里33.1人，距離卡明-卡希爾斯基約21公里，距離拉特內約31公里，距離白羅斯邊境約18公里。